# Восточно-Сибирское нагорье
Восточно-Сибирское нагорье — одна из семи сибирских геоморфологических провинций в России. Является частью Дальнего Востока, северо-восточной Азии и Северо-Восточной Сибири.

## География
В основном состоит из нескольких отдельных горных хребтов, которые тянутся длиной около 3000 км от долины реки Лены в Центральноякутской низменности к мысу Дежнёва. С севера нагорье врезается в Восточно-Сибирскую низменность, на юго-западе плавно переходит в Южно-Сибирские горы.

### Состав
С запада на восток нагорье включают следующие горные хребты:
- Верхоянский хребет
- Яно-Оймяконское нагорье
- хребет Черского
- хребет Джугджур
- Момский хребет
- Юкагирское плоскогорье
- Колымское нагорье
- Анюйский хребет
- Корякское нагорье
- Анадырское плоскогорье

### Реки
С запада на восток нагорье протекают следующие реки:
- Яна
- Индигирка
- Колыма
- Анадырь
- Омолон

### Население
Восточно-Сибирское нагорье имеет низкую плотность населения. Ближайшие крупные города Якутск на западном краю нагорья и Магадан на побережье Охотского моря.